# بوگو (شهرستان ورمیلیون، ایندیانا)
بوگو (به انگلیسی: Bono) یک منطقهٔ مسکونی در ایالات متحده آمریکا است که در شهرستان ورمیلیون، ایندیانا واقع شده‌است. بوگو ۱۹۴ متر بالاتر از سطح دریا واقع شده‌است.